# Övre Marviken
Övre Marviken är en sjö i Gnesta kommun i Södermanland och ingår i Norrströms huvudavrinningsområde. Sjön är 10,3 meter djup, har en yta på 0,422 kvadratkilometer och befinner sig 11,4 meter över havet. Övre Marviken ligger i Marvikarna Natura 2000-område. Vid provfiske har bland annat abborre, björkna, braxen och gers fångats i sjön.

## Delavrinningsområde
Övre Marviken ingår i det delavrinningsområde (656323-157703) som SMHI kallar för Utloppet av Övre Marviken. Medelhöjden är 48 meter över havet och ytan är 10,6 kvadratkilometer. Det finns inga avrinningsområden uppströms utan avrinningsområdet är högsta punkten. Vattendraget som avvattnar avrinningsområdet har biflödesordning 3, vilket innebär att vattnet flödar genom totalt 3 vattendrag innan det når havet efter 86 kilometer. Avrinningsområdet består mestadels av skog (78 procent). Avrinningsområdet har 0,56 kvadratkilometer vattenytor vilket ger det en sjöprocent på 5,3 procent.

## Fisk
Vid provfiske har följande fisk fångats i sjön:
- Abborre
- Björkna
- Braxen
- Gärs
- Gädda
- Löja
- Mört